# Joseph Kiwánuka
Joseph Nakabaale Kiwánuka MAfr (ur. 25 czerwca 1899 w Nakirebe, zm. 22 lutego 1966) – ugandyjski duchowny rzymskokatolicki, arcybiskup Rubaga. 